# Dai Vernon
David Frederick Wingfield Verner (Ottawa, Canadá; 11 de junio de 1894-Ramona, California, Estados Unidos; 21 de agosto de 1992), más conocido como Dai Vernon, fue un ilusionista canadiense. Es conocido por los magos de todo el mundo como El profesor. Saltó a la fama mundial por ser la única persona en el mundo que de verdad pudo engañar a Harry Houdini.

## Biografía
Vernon nació en Ottawa el 11 de junio de 1894. Adquirió su pasión por la magia a la edad de cinco años, cuando su padre le mostró algunos trucos mágicos sencillos. Esto bastó, sin embargo, para que el niño empezara su desarrollo en el arte de la magia, utilizando como su primer libro de magia el libro titulado The Expert at the Card Table. En su juventud era también muy hábil en los deportes, llegando incluso a ser capitán de su equipo de hockey local. Estudió ingeniería mecánica, pero finalmente decidió dedicar su vida a la magia, y en 1913 se trasladó a Nueva York a buscar mayores posibilidades para su vida artística. Estando en Nueva York, asistió a la Liga de Estudiantes de Arte. Para conseguir dinero se dedicó a recortar siluetas de papel durante el verano en Coney Island, entre otros sitios, vendiéndolas en 50 centavos cada pieza, o 75 centavos dos piezas.
Ingresó a las fuerzas militares durante la Primera Guerra Mundial, donde fue delegado como teniente en la artillería, y posteriormente en la fuerza aérea canadiense. Regresó a Nueva York en 1917, luego de desmovilizarse.
Vernon es conocido mundialmente por ser el único mago que logró engañar a Harry Houdini. Houdini había retado a todos los magos del mundo, afirmando que era capaz de descubrir cualquier truco mágico si lo veía realizar tres veces seguidas. En 1922, durante una cena organizada por la Society of American Magicians en el Great Northern Hotel de Chicago, Vernon realizó frente a Houdini una versión modificada de una rutina llamada La carta ambiciosa. La rutina original, que es realizada actualmente por reconocidos magos, consiste en mostrar una carta e introducirla por el centro de la baraja, para descubrir a continuación que esta ha regresado a la parte superior del mazo de cartas. Houdini observó el efecto no menos de siete veces seguidas, incluso pidió examinar de cerca la baraja en sus manos, sin lograr descubrir nada, dándole al ilusionista el apelativo con el que sería conocido incluso aún después de su muerte, y que usaría en los años 20 y 30 en su propaganda personal: "He fooled Houdini".
Conoció a Jeanne Hayes, quien luego sería su esposa, en Nueva York, cuando ella trabajaba con Horace Goldin en el acto de "partir a una mujer en dos". Se casó con ella el 5 de marzo de 1924 en Nueva York. Por las mismas fechas salió a la venta un libro de magia titulado Secrets; contenía 25 trucos, y había sido compilado por Vernon. El libro fue todo un best-seller, pero su autor había vendido sus derechos por solo 20 dólares. El primer hijo de su matrimonio nació el 27 de mayo de 1926.
A comienzos de los años 30 hubo una sobreoferta de artistas; en ese entonces, muchos trabajaban cobrando la mitad de lo que cobraban los magos profesionales. Debido a ello, y a que estaba pasando un mal momento económicamente, El Profesor decidió volver a su antiguo oficio recortando siluetas. Durante ese tiempo pudo dedicar su tiempo libre a estudiar la magia y desarrollar nuevas ideas, sin preocuparse por buscar trabajo entre la competencia.
A finales de los años 30, Vernon ideó su acto del Arlequín, introduciendo música y baile a sus espectáculos mágicos. Siempre profesional, tomó clases de ballet para que el arlequín pudiera moverse con gracia y elegancia. Cambió entonces su traje por una gola de colores blanco y dorado, y usaba calcetines de lana (uno rojo y uno verde). Como arlequín, realizaba una rutina en los que transformaba sus guantes en palomas, y una cuerda en bola de billar. Luego hacía aparecer un cono de cuero, y realizaba un juego con la bola y el cono. Hacía luego su juego de la unión de anillos, y terminaba con un efecto llamado Nieve en China. El acto era un total triunfo artístico, pero no dejaba mayores ganancias económicas.
En 1941 la magia le estaba dejando muy poco dinero, por lo que entró a trabajar en una obra civil como revisor de herramientas. Un día sufrió un accidente mientras intentaba ayudar a un obrero a llevar una carga: se fracturó ambos brazos y ocho costillas, además de causarse varios cortes. La recuperación fue lenta y dolorosa, y desde entonces su brazo derecho estuvo rígido.
En 1963, Vernon fue a ver a Jay Ose, visitando por primera vez el Castillo Mágico. Allí se convertiría en un mago notable, que atraía ilusionistas de todo el mundo que querían aprender de él. Trasladó su residencia al castillo, donde pasó sus 30 últimos años de vida. Se retiró en 1990 de la vida artística.
Vernon falleció el 21 de agosto de 1992 en Ramona, condado de San Diego, California, a los 98 años de edad. Su cuerpo fue cremado, y sus cenizas se encuentran en el Castillo Mágico.

## Aportes al mundo mágico
Mientras vivió en el Castillo Mágico, Vernon instruyó a una gran cantidad de magos, entre los que se encuentran Michael Ammar, Bruce Cervon, John Carney, Larry Jennings, Ricky Jay y David Roth.
El profesor dedicó gran parte de su carrera a dominar completamente el que fue su primer libro de magia, The Expert at the Card Table, un tratado sobre manipulación y trampas en los juegos de cartas. El autor del libro, S. W. Erdnase, era totalmente desconocido en la época. Fue Vernon quien lo dio a conocer al mundo, cuando mostraba los efectos que aprendía del libro, y comentaba a los magos que le preguntaban sobre estos de dónde los había sacado. Desde entonces, la obra de Erdnase (seudónimo tras el cual en realidad se esconde un autor desconocido) es utilizada ampliamente por los magos de todo el mundo. Además de dar a conocer el libro, desarrolló sus propias teorías a partir de la obra original, con las que creó sus propios juegos.
Vernon mejoró numerosos trucos de otros magos a lo largo de su carrera, añadiendo o modificando detalles para hacerlos aún más potentes. Además, su creativa mente es responsable de la creación de una gran cantidad de juegos y rutinas clásicas, adaptadas por numerosos magos de la actualidad. Entre sus juegos más conocidos se encuentran Twisting the Aces y su efecto de Triunfo.